# Tameslouht
Tameslouht (em árabe: تامصلوحت; em tifinague: ⵜⴰⵎⵚⵍⵓⵃⵜ) é uma vila e sede da comuna rural de Tameslohte, no sul de Marrocos. Faz parte da província de Al Haouz e da região de Marraquexe-Safim. Até 2015 integrava a antiga região de Marraquexe-Tensift-Al Haouz. Em 2004 tinha 21 408 habitantes. No mesmo ano, 6 346  habitantes viviam na sede da comuna  e   15 062 fora dela . Estimava-se que a vila tivesse 7 447 habitantes em 2012.
É uma vila berbere, situada nos contrafortes do Alto Atlas, 20 km a sul de Marraquexe por estrada. É conhecida entre os devotos muçulmanos pela sua zauia (confraria muçulmana), fundada pelo sábio sufi Cide Abedalá ibne Alhaçani, avô do marabuto (santo muçulmano) Mulei Braim (m. 1661), que deu o nome à localidade homónima relativamente próxima. Segundo outras fontes, a zauia de Tameslohte teria sido fundada por Abedalá Algazuani (m. 1529), um dos Sete Santos de Marraquexe e mestre de ibne Alhaçani. 
A zauia é igualmente um dos locais de reunião ou sede da confraria dos Guinauas, os descendentes de antigos escravos negros cujo nome está ligado a práticas místicas sufis e ao estilo de música homónimo. O moussem (festa religiosa anual) de Tameslouht, dedicado a ibne Alhaçani, atrai gente de todo o Marrocos.